# Nelima nigromaculata
Nelima nigromaculata is een hooiwagen uit de familie Sclerosomatidae.